# Rothwiensdorf
Rothwiensdorf ist ein wüste Feldmark bei Jüterbog im Landkreis Teltow-Fläming in Brandenburg.

## Geografische Lage
Die Lage der Feldmark ist bislang unbekannt. Experten vermuten sie im Bereich der Höllenberge und Börnickenberge östlich des Jüterboger Wohnplatzes Neumarkt.

## Geschichte
Das Kirchdorf wurde 1161/1174 erstmals als Rothwinestorph urkundlich erwähnt und gehörte vor 1161/1174 der Vogteil bzw. dem Amt Jüterbog. Der Bischof Siegfried I. übertrug 1173/1180 der Marienkirche in Jüterbog den Zehnten von sechs Hufen aus Jüterbog sowie 1⁄3 des Zehnten aus den Dörfern Ruthenitz, Rothwinesdorph, Broitz und Hohen. Die Schreibweise änderte sich zu Rotenwienstorp im Jahr 1183 und Rothwiensdorf im Jahr 1827. Im 12. Jahrhundert wurde das Dorf (villa) im Jahr 1174/1183 noch erwähnt, fiel anschließend jedoch wüst. Die Feldmark ging in Neumarkt auf und wurde nicht wieder besiedelt.